# Бунджету
Бунджету (рум. Bungetu) — село у повіті Димбовіца в Румунії. Входить до складу комуни Векерешть.
Село розташоване на відстані 63 км на північний захід від Бухареста, 11 км на південний схід від Тирговіште, 148 км на північний схід від Крайови, 90 км на південь від Брашова.

## Населення
За даними перепису населення 2002 року у селі проживали 1349 осіб, усі — румуни. Усі жителі села рідною мовою назвали румунську.